# Amir Ohana
Amir Ohana (tiếng Hebrew: אָמִיר אוֹחָנָה; sinh ngày 15 tháng 3 năm 1976) là một luật sư, cựu quan chức Shin Bet và chính khách người Israel, hiện đang là thành viên của Knesset cho đảng Likud và Bộ trưởng Công an. Trước đây ông giữ chức Bộ trưởng Tư pháp. Ông là thành viên cánh hữu đồng tính công khai đầu tiên của Knesset và là người đồng tính nam công khai đầu tiên từ đảng Likud phục vụ trong Knesset. Ông cũng là người đồng tính công khai đầu tiên được bổ nhiệm làm bộ trưởng trong chính phủ Israel vào năm 2019.

## Đời tư
Ohana và bạn đời là Alon Hadad, có một con trai và một con gái. Con của họ được sinh ra với một người mẹ mang thai hộ ở tiểu bang Oregon của Hoa Kỳ. Họ sống ở Tel Aviv.